# イブラヒム・ヤーコブ
イブラヒム・ヤーコブ(イブラヒム・ビン・ハジ・ヤーコブ, 英語：Ibrahim bin Haji Yaacob、1911年－1979年)は、マレーシアの政治家。戦前のマラヤでマレー青年同盟（Kesatuan Melayu Muda; KMM）を率いて反英運動を展開。日本軍の占領時期には軍政に協力し、マライ義勇軍の隊長を務め、1945年7月に元KMMのメンバーと共にクリス(KRIS)運動を推進した。戦後インドネシア・ジャワ島へ逃れ、のち実業家に転身した。戦時中から、英国諜報部やマラヤ共産党（MCP）とも通じていたとされる。

## 来歴

### 生い立ち
パハン州の農村の出身。1931年にペラ州のスルタン・イドリス師範学校(SITC)を卒業した。

### 戦前
1938年、SITCの同窓生や新聞記者ら約100人と、マレー社会の改革、イギリス支配からの独立を標榜するマレー青年同盟（Kesatuan Melayu Muda; KMM）を結成。マラヤ各地で遊説を行なった。
太平洋戦争の開戦直前の頃、マレー人のナショナリズムに注目した在シンガポール日本総領事館と接触し、資金提供を受けて新聞『ワルタ・マラヤ』（のちの『マライ・ニュース』）を買収。
またイブラヒムは開戦直前期に英国諜報部とも接触し、トレンガヌ州の総務長官オマールと接触してオランダ領だったリオの独立工作に携わったとされる。

### 日本軍占領時期
KMMのメンバーの多くはマレー作戦直前に英国植民地当局によって逮捕されたが、1942年2月の日本軍によるシンガポール陥落後に解放された。
日本軍によるマラヤ占領後、日本軍はKMMの政治活動を禁止し、イブラヒムら元KMMの幹部はマライ軍政監部顧問室に勤務した。この頃、イブラヒムはマラヤ共産党（MCP）と秘かに接触していたとされている。
1944年1月、日本軍は義勇軍を組織し、イブラヒムを隊長に任命。イブラヒムはKMMを改組して日本軍に協力した。

### クリス運動
1945年7月、マライ軍政監部調査部民族班で民族工作に携わっていた板垣與一からの要請を受けて、マレー系住民の政治的自立を目指すクリス(KRIS)運動の指導者となり、ムスタファ・ハッサン、イシャク・ハジ・モハメドら戦前のKMMのメンバーとともにマラヤ各地にクリス協会支部を設立。
クリス協会は1945年8月17-18日に発足を予定し、同月13日にイブラヒムは板垣を介してタイピン飛行場でインドネシア独立運動の指導者であるスカルノ、ハッタおよびラジマンと会い、激励を受けた。

### 終戦
1945年8月15日、イポーからの移動中に板垣から日本の降伏を知らされ、同日夜、シンガポールへ移動。板垣からはマラヤ域内で潜伏することを勧められていたが、数日後にジャワへ脱出した。
イブラヒムは板垣に対してシンガポールへ行く理由を「義勇軍を解散させるため」としていたが、義勇軍は、共産軍と合流するような形でクアラルンプールへ北進し、ジョホール近辺で解体されており、イブラヒムがMCPと義勇軍を共産軍に合流させる密約を結んでいた可能性も指摘されている。またイブラヒム自身が直接義勇軍の解体を見届けたかは疑問視されている。
同月17日にスカルノらが発表した独立宣言にはマラヤへの言及はなく、ジャワへ渡ったイブラヒムは、スカルノにこの点を質したが、スカルノはオランダと英国の両国と対立することの不利を説明したとされる。

### 戦後
戦後、インドネシアへ渡ったイブラヒムは、1947年に当地で面会した板垣によると「カミール」と変名していた。
リー (1987, p. 171)によると、イブラヒムはインドネシアでインドネシア国民党（PNI）に入党して国会議員になった。他方で、マラヤ国民党（MNP）翼下のマレー人組織・中央人民団結委員会（PUTERA）の活動にも参加し、シンガポールのリバティ・キャバレーにあったPUTERAと全マラヤ統一行動会議（AMCJA）の連絡事務局にしばしば現れていた。
その後、実業界に転身し、事業に成功して経済的に豊かになった。他方で、経済的な成功も一因となって、ムスタファやイシャクら元KMMのメンバーとの個人的な信頼関係は損なわれていたとされる。
またリー (1987, p. 171)によると、戦後もKRISは林天保を通じてMCPのロイ・タクと接触しており、KRISとMCPはマレー独立後の民主政府の民族別人員構成を巡って軋轢を生じたとされる。
1957年に統一マレー国民組織（UMNO）のラーマンがMCPとの和平を模索した際には、イブラヒムはラーマンと書簡をやりとりし、共産党に合法的な政党として活動する余地を残すような形でなければ和平交渉はうまくいかない、と、MCP（総書記・陳平）寄りの見解を示していたとされる。

### 晩年
1973年、講演で、日本との開戦直前に英軍とも接触していた（二重スパイだった）ことを告白。
1979年、ジャカルタで死去した。

## 著書
- 『マラヤ・ムルデカ』(不詳）[31]

## 評価
- 鶴見 (1986, pp. 292–293)は、戦前にイブラヒムが携わったリオ独立工作を「質の低い」計画と評価し、イブラヒムがかつての同志から受けていた「俊敏なオポチュニスト」という評価は当たっているようだ、と評している。
- KMMの指導者だったイシャクは、イブラヒムの回顧録に対して、自身の役割を過大評価していると批判を寄せた[32]。イブラヒムはインドネシアへ逃亡し、経済的に成功した後、ムスタファへの金銭的な支援を断わったことがあり、元KMMのイシャクやムスタファからは個人的によく思われていなかったとみられている[32]。

## 関連文献
- Cheah, Boon Kheng「The Japanese Occupation of Malaya, 1941-45: Ibrahim Yaacob and the Struggle for Indonesia Raya」『Indonesia』第28号、Southeast Asia Program Publications at Cornell University、1979年10月、84-120頁、doi:10.2307/3350897、2016年9月15日閲覧。